# Гірнича наука, освіта та преса Болгарії
Гірнича наука, освіта та преса Болгарії
Наукові установи. У галузі геології і гірн. справи ведуть дослідження: Геол. ін-т Болг. АН; НДІ корисних копалин в системі комітету геології; Геофіз. ін-т Болг. АН; Комплексний науково-дослідний і проектний ін-т в Софії (філіал — в Пловдіві) та ін.
Підготовку кадрів здійснює Вищий гірн.-геол. ін-т. У ін-ті 2 ф-та (гірничий і геологічний) і 24 кафедри. Ін-т щорічно готує бл. 300 інженерів з гірничої справи і геології за спеціальностями: технологія гірн. виробництва, гірн. електромеханіки, збагачення корисних копалин, маркшейдерської справи та ін. Кадри для гірн. промисловості готує ун-т в Софії за спеціальностями: геологія, геохімія, геофізика і геоморфологія, гірн. техніків — три технікуми.
Періодична преса: «Рудодобив» (з 1945), «Въглища» (з 1945), «Известия на Геологическия институт» (з 1951), «Списание на Българското геологическо дружество» (з 1927).